# بارونگ

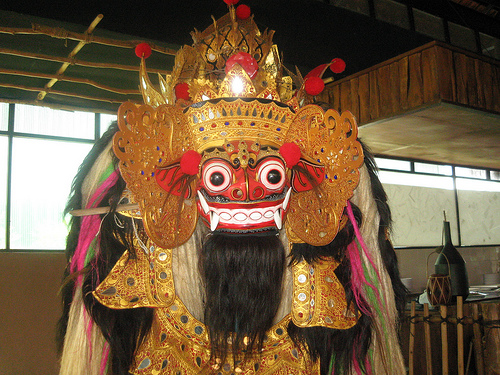
بارونگ در لباس شیر

بارونگ در اسطوره‌های بالی پادشاه ارواح است و رهبر نیروهای خوب است که با رانگادا می‌جنگند. روحی که بارونگ را به حرکت در می‌آورد، باناس پاتی راجاه است. این شخصیت محافظ، معمولاً به شکل یک شیر نمایش داده می‌شود و در نمایش‌های اسطوره‌ای، در حال جنگ با رانگادا است.
در رقص‌های خیابانی این موجود افسانه‌ای، گاهی یک راهب وظیفه پاشیدن آب مقدس بر روی آن را دارد. این موجود به عنوان مادر تمام ارواح نیز شناخته می‌شود.